# レムレース
レムレース(lemures)は、ローマ神話に於いて”騒々しく有害な死者の霊または影”を意味する。騒がしたり怖がらせたりするという意味で悪霊 （ラルヴァ、larva、larvae）に近い。lemures は複数形で、単数形はレムール (lemur)。レムレースは文学にもまれに使われる語で、ホラーティウスの作品やオウィディウスの『祭暦』で使われている。
レムレースは、埋葬、葬式、心のこもった祭儀を行ってもらえずに、恨みを抱いて彷徨うようになった霊を意味することもある。墓や奉納文があるからといってレムレースにならないとは言えない。
オウィディウスは、レムレースを”常に満たされずに放浪する、地下世界の執念深い祖先神（マーネース神またはパレンテス神）”と解釈していた。彼にとって、それらの信仰儀礼は不可解なほど古風で、半ば神秘的で、おそらくかなり古い伝統が根差しているだろうことを示唆している。
後のアウグスティーヌスは、レムレースとラルヴァを”騒がせたり、怖がらせたり”する、”悪いマーネース神”だとし、一方でラレースを”良いマーネース神”だとした。
レムレースは形を持たず、ほとんど知覚できないもので、暗闇や暗闇によってもたらされる不安と結びついている。共和政時代からローマ帝国時代にかけて、5月の9日、11日、13日を「レムレースを慰め、家庭内から追い払う祭り（レムーラーリア (Lemuralia) またはレムーリア (Lemuria)）」の日としていた。
家長はその夜、立った状態で黒い豆を後ろに投げ、豆の転がっていった方向を注視しないようにする。レムレースはその豆を好むものとされていた。レムレース自体は恐ろしいものであり、彼らが家長の提供したものに満足できなかった場合、青銅の壷を強打して打ち鳴らしびっくりさせることがあると言われていた。
レムレースに着想を得たカール・フォン・リンネはキツネザル（正確にはワオキツネザル属）のラテン名を Lemur とした。これはこの目が「幽霊のように凝視」する性質があり、夜行性でぞっとするような鳴き声を持つことが背景にある。彼はまた、昆虫の幼虫でイモムシ状のものを larva と呼ぶ用法を確立した。なお地質学上のレムリア大陸はこのキツネザルが語源であり、神秘学上のレムリア大陸はレムレースそのものが語源である。